# Potężna Gromadka
Potężna Gromadka (ros. Могучая кучка) (inna nazwa: Rosyjska piątka) – grupa pięciu rosyjskich kompozytorów nawiązujących do tradycyjnej rosyjskiej muzyki ludowej, połączonej z nowoczesnymi elementami muzyki Europy Zachodniej. Są oni przedstawicielami rosyjskiej szkoły narodowej, kierunku w muzyce XIX wieku.
Kontynuowali oni tradycje uważanego za twórcę rosyjskiej opery narodowej Michaiła Glinki. Duży wpływ na Potężną Gromadkę wywarła też twórczość Aleksandra Dargomyżskiego.

## Skład grupy

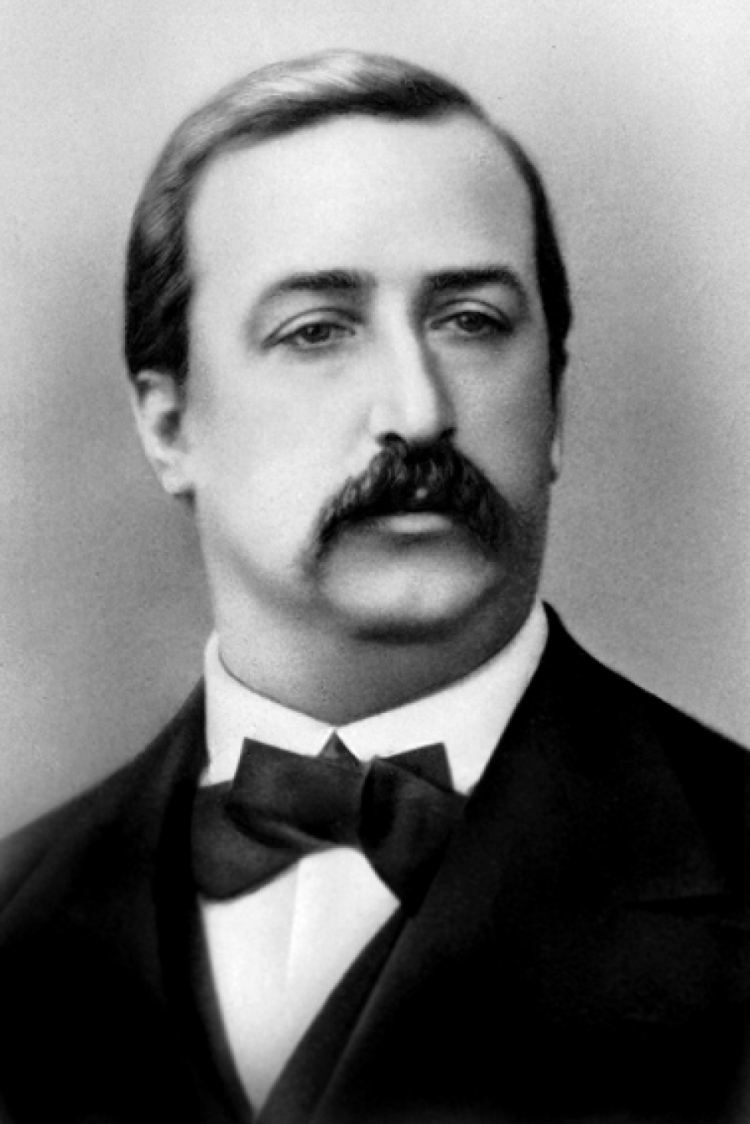
Aleksandr Borodin (1833–1887)
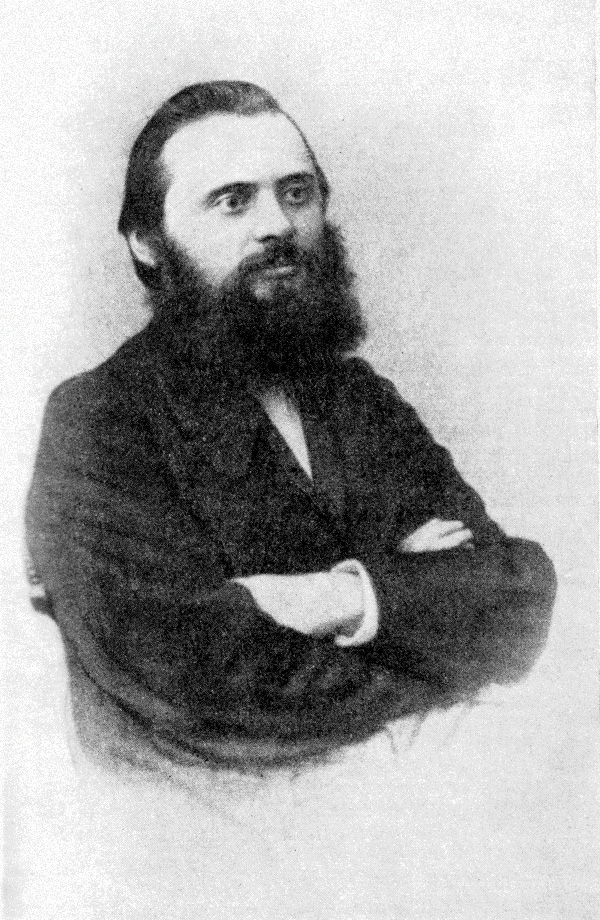
Milij Bałakiriew (1837–1910)
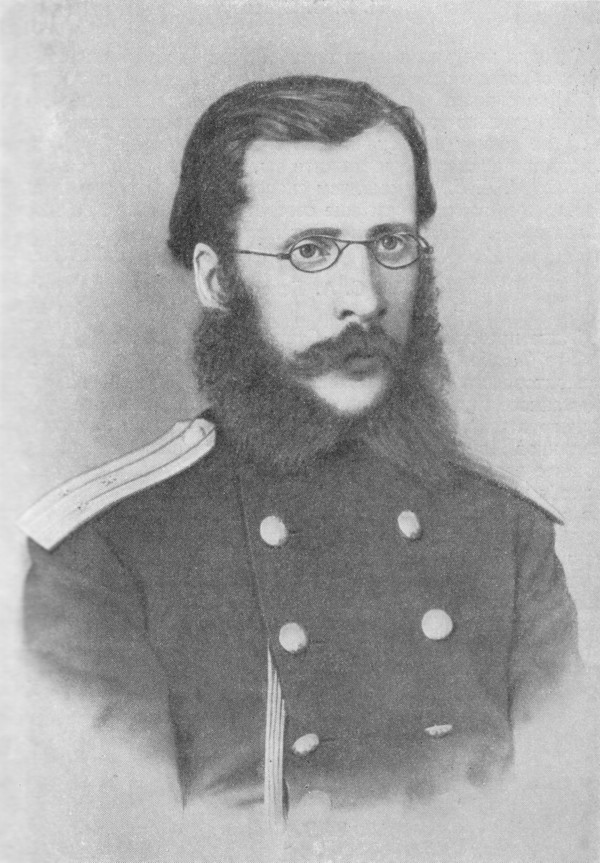
Cezar Cui (1835–1918)
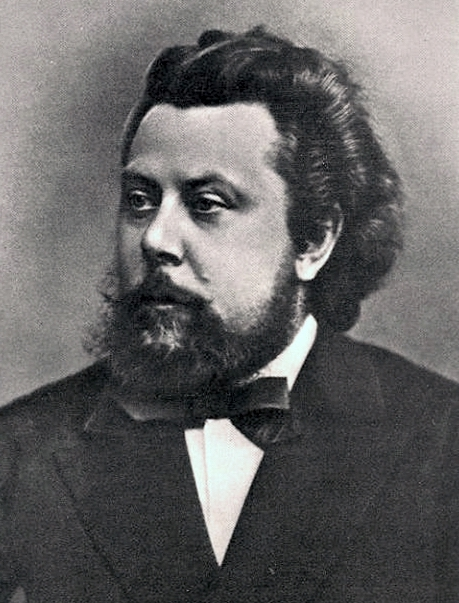
Modest Musorgski (1839–1881)
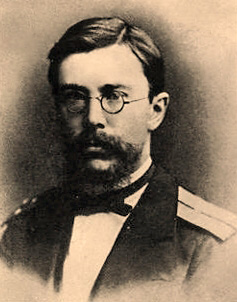
Nikołaj Rimski-Korsakow (1844–1908)